# Redaktionell kommunikation
Redaktionell kommunikation används när man kommunicerar med olika målgrupper på samma sätt som inom journalistiken. Innehållet ska vara trovärdigt genom noggrann efterforskning med hjälp av verifierbara källor och/eller minst två av varandra oberoende källor. Dessutom ska olika sidor få komma till tals. På så sätt skiljer sig redaktionell kommunikation från reklam. Även formmässigt används journalistikens redskap med tydliga vinklingar, rubriker, ingresser, citat med mera. Företag som producerar redaktionell kommunikation åt en uppdragsgivare – ofta kundtidningar, personaltidningar och nyhetsbrev i tryckt eller digital form – kallas uppdragspublicister.